# Emmerdale (album)
Albums de The Cardigans
Life
(1995)
Emmerdale est le premier album du groupe de rock suédois The Cardigans, sorti en 1994.
Il fut mis en vente en Suède le 18 février 1994, puis au Japon le 24 septembre de la même année. Il fut ensuite réédité en Europe en janvier 1999 et au Canada en mai 1999. Minty Fresh Records en sortit une version spéciale aux États-Unis en août 1999, contenant en bonus les titres de leur deuxième album Life. En effet ces chansons n'étaient jusqu'alors disponibles aux États-Unis dans aucune édition.

## Liste des Morceaux
1. "Sick & Tired" (Peter Svensson, Magnus Sveningsson) – 3:24
2. "Black Letter Day" (Svensson, Sveningsson) – 4:31
3. "In the Afternoon" (Svensson, Sveningsson) – 4:10
4. "Over the Water" (Svensson, Sveningsson) – 2:13
5. "After All..." (Svensson, Sveningsson) – 2:56
6. "Cloudy Sky" (Svensson) – 4:07
7. "Our Space" (Svensson, Sveningsson) – 3:30
8. "Rise & Shine" (Svensson, Sveningsson) – 3:28
9. "Celia Inside" (Svensson, Sveningsson) – 3:34
10. "Sabbath Bloody Sabbath" (Butler, Iommi, Osbourne, Ward) - 4:32
  - reprise du groupe Black Sabbath
11. "Seems Hard" (Svensson) – 3:56
12. "Last Song" (Sveningsson) – 3:21

## Titres du CD bonus
1. "Pikebubbles" (Svensson, Sveningsson) – 3:02
2. "Travelling with Charley" (Svensson, Sveningsson) – 4:11
3. "Sunday Circus Song" (Svensson, Sveningsson, Tore Johansson) – 3:54
4. "Closing Time" (Svensson, Sveningsson, Johansson) – 10:22

## Singles
En Suède :
- Rise and Shine
- Black Letter Day
- Sick and Tired